# 듀폰
듀폰 드 니모어즈 주식회사(영어: DuPont de Nemours, Inc.) 혹은 듀폰(영어: DuPont)은 미국의 화학 관련 기업이다. 다우 케미칼과 듀폰 (1802–2017)의 합병으로 창립되었다.
그런 다음에 범용성의 다우와 농업 전문 코르테바와 특별 부문 듀폰으로 세 개 회사로 분리되었다.